# Az ősi törvény
Az ősi törvény Maurice Druon Az elátkozott királyok regényfolyamának 1957-ben megjelent, negyedik kötete.

## Történet
|  | Alább a cselekmény részletei következnek! |

Guccio Baglioni Avignonba érkezik, ahol közli Jacques Duéze-zel a király halálhírét. Duéze és Fülöp régens időközben megkedvelik egymást, s egyikük a másikat királyként, illetve pápaként szeretné viszontlátni. Ravasz cselt eszeltek ki: a halott Lajos király emlékére gyászmisét szerveztek, melyre meghívták az összes pápaválasztó bíborost. Aztán, amikor bent voltak, az ajtók bezárultak, a kapukat befalazták, és ultimátumot kaptak: addig nem jöhetnek ki, amíg meg nem választják az új pápát. Guccio Duéze mellett marad.
Közben Marie de Cressay-t fivérei egy reggel kocsira ültetik, letakarják, és az öreg Spinello Tolomeihez viszik, hogy várandóssága miatt ne hozza a családot szégyenbe. Tolomei pedig továbbviszi Bouville-hez, aki felesége segítségével egy kolostorban helyezi el Marie-t.
Fülöp fondorlatos módon elismerteti mindenkivel régensségét, de fellépése azt sugallja, hogy a királyságot is magának akarja. Ezzel azonban van egy kis probléma, nevezetesen, hogy a jogtudósok értelmezése szerint csak a király egyenes leszármazottja örökölheti a koronát. Egyetlen ilyen gyermek van, a kis Johanna, akit viszont törvénytelennek könyveltek el. Mindazonáltal Klemencia királyné terhes, s minden azon múlik, hogy a születendő gyermek fiú lesz avagy lány. Végül megállapodik Burgundia örökösével, melyben Fülöp az egyik lánya kezét ígéri neki, és ezzel egyesíthetnék a két Burgundiát.  A lépés ismét Fülöpöt erősíti abban az esetben, ha a születendő gyermek lány lenne. A megállapodások ellen egyetlen ember tiltakozik: Robert d'Artois, mégpedig azért, mert a sajátos jogértelmezés alapján neki sem lehetne igénye Artois-ra. Az egyetértés jeléül nagy vacsorát rendeznek, és a végén maga Fülöp jelenti be a nagy hírt: fia született.
Robert időközben, még Lajos király határozata alapján, megindul Artois felé, majd csatlósaival végigdúlja a tartományt, és büszkén bevonul Hesdinbe. Itt kiadja az utasítást: elő kell keríteni Fériennes asszonyt, mert ő tudja bizonyítani, hogy Mahaut megmérgezte a királyt. Ám hiába keresik, nem találják.
Közben a pápaválasztáson Duéze cselhez folyamodik Guccio segítségével. Halálos betegnek tetteti magát. Guccio azt javasolja a többi bíborosnak, hogy válasszák meg Duéze-t pápának, mert bár hamarosan meghal, legalább a bezártságuknak vége lesz. A bíborosok egyetértenek, s Duéze-t XXII. János néven pápává választják. Ekkor váratlanul felépül, és pápasága még csaknem húsz évig tart, mindenki nagy megdöbbenésére.
Mahaut véletlenül elszólja magát Fülöp előtt, bevallja, hogy ő mérgezte meg a királyt. Fülöpöt viszont nem érinti annyira súlyosan, mint azt várta, sőt. Elrendeli, hogy Robert-t azonnal állítsák meg és kényszerítsék Artois visszaadására. Ez végül is sikerül, de ennyivel nem elégednek meg: addig börtönbe záratják, míg Artois összes várát fel nem szabadítják. Robertet ez súlyosan érinti, mert Fériennes asszonyt időközben sikerült előkeríteniük, de ez dugába dönti terveit.
Időközben megszületik Klemencia gyermeke, akit Jánosnak nevez el. Ugyanezen a néven megszületik Marie fia is, csaknem egyidőben. Ám a királyné súlyos beteg lesz, és sürgősen dajkát kell találni a csecsemő király mellé. Marie-ra esik a választás, aki ekkor beköltözik a palotába. Mahaut rendkívül dühös, mert egyáltalán nem erre számított, ez meghiúsítaná Fülöp királlyá válásának reményét. Tervbe veszi, hogy Béatrice segítségével megmérgezi a csecsemő János királyt. A keresztelőn a gyermek váratlanul rosszul lesz, és mindenki azt hiszi, hogy menten meghal, de valószínűleg csak a víz alá merítéses keresztelés miatt lett rosszul. Mindenesetre Bouville-en pánik lesz úrrá, és kétségbeesésében cselt eszel ki. Mivel fél attól, hogy Mahaut újra megpróbálja megmérgezni a gyereket, ezért meggyőzi Marie-t, hogy amikor a pair-eknek bemutatják a kis királyt, akkor őt az ő fia helyettesítse, mintegy elővigyázatosságból. Marie, ha nehezen is, de belemegy. Sajnos azonban a feltételezés nem volt alaptalan: Mahaut egy óvatlan pillanatban csakugyan megmérgezi a gyermeket, aki röviddel ezután mindenki szeme láttára meghal. Marie vigasztalhatatlan lesz, de a súlyos titkot rajta kívül csak Bouville és a felesége tudják. Hogy János király egyszer majd elfoglalhassa ősi jussát, Marie gondjaira bízzák őt, akit visszaküldenek fivéreihez, rendszeres ellátmány juttatásával. Megesketik, hogy a szörnyű titkot senkinek nem mondhatja el. Még Gucciónak sem, akivel emiatt meg kell szakítania a kapcsolatot. A csalódott Guccio hazamegy Olaszországba.
Időközben Fülöp, a jogtudósok ravasz jogértelmezésének segítségével, elüti a tróntól Lajos törvénytelennek minősített leányát, és királlyá választatja magát. Ám hogy a dolgokat végleg rendezze, elengedi Robert-t is a börtönéből, aki szabadulása után rögvest bosszút forral. Fülöp koronázásán kisebb botrány esik, mert Franciaországi Ágnes Burgundia nevében tiltakozik a koronázás ellen. Ám elegendő Charles de Valois és Mahaut támogatása, hogy a többi pair is beleegyezzen a királlyá választásba.
|  | Itt a vége a cselekmény részletezésének! |

## Magyarul
- Az elátkozott királyok. Történelmi regény, 1-6.; ford. Gyáros Erzsébet; Európa, Bp., 1970–1972 (Századok, emberek)
  - 4. Az ősi törvény; 1971